# Clodoaldo (principe franco)
Clodoaldo (in francese Cloud) (524 circa – Novientum, 7 settembre 560) è stato un principe franco della dinastia dei Merovingi. È venerato come santo dalla Chiesa cattolica insieme a sua nonna Clotilde e alla zia Radegonda.

## Origini
Secondo il vescovo Gregorio di Tours, Clodoaldo era il figlio terzogenito di Clodomiro, re dei Franchi Sali della valle della Loira, e di sua moglie Gunteuca.

## Biografia

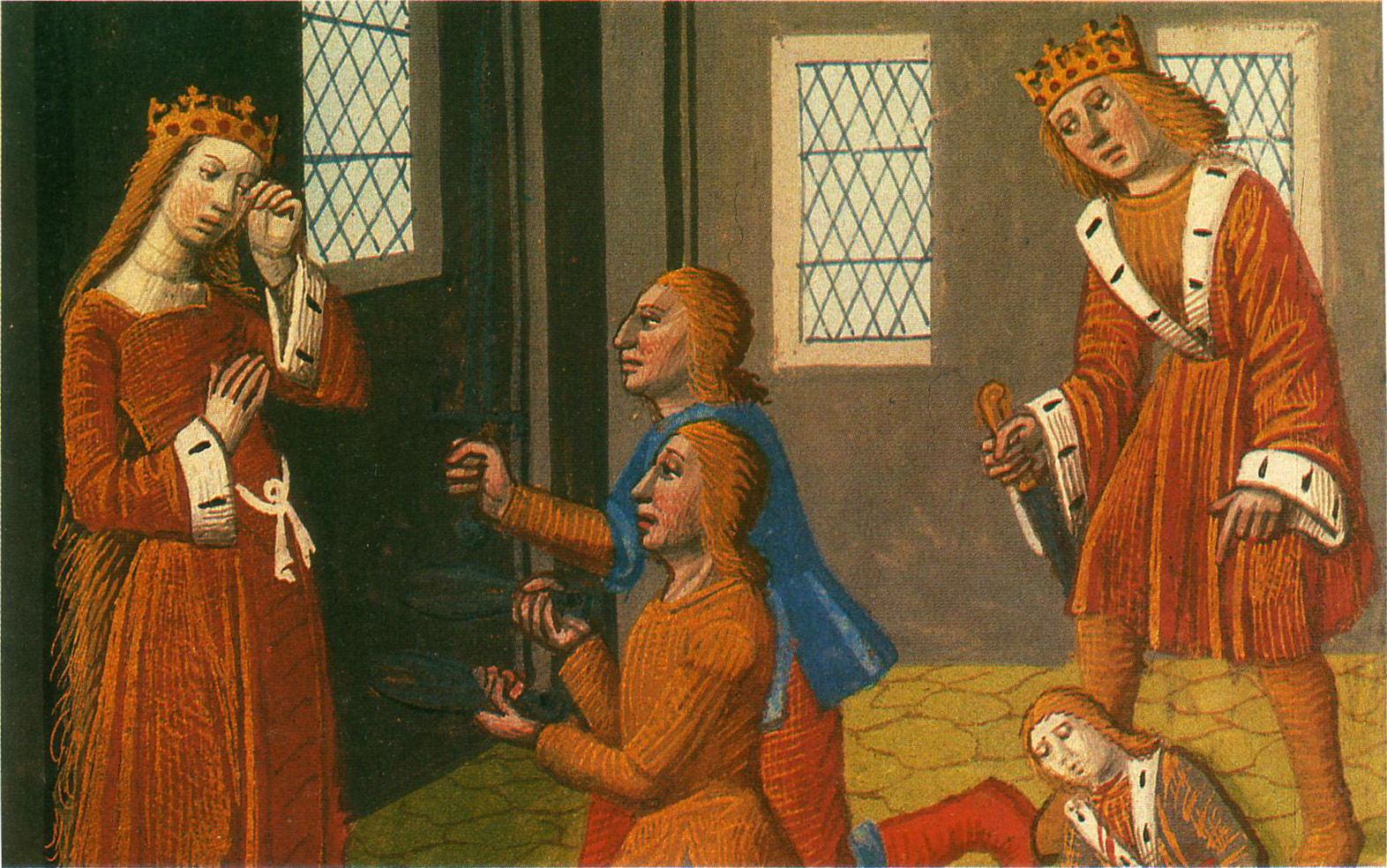
L'assassinio dei fratelli di Clodoaldo

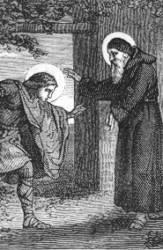
Clodoaldo al monastero

Nel 524 durante la battaglia di Vézeronce suo padre fu ucciso dal re dei Burgundi, Gondomaro, desideroso di vendicare la morte di suo fratello Sigismondo (fatto uccidere e gettare in un pozzo, con la sua famiglia a Colombe da Clodomiro): i tre figli di Clodomiro, Teobaldo, Guntario e Clodoaldo, secondo il Liber Historiæ Francorum furono affidati alle cure della nonna Clotilde, in attesa che raggiungessero la maggiore età e potessero spartirsi i domini paterni. Ma i fratelli di Clodomiro, Chilperico I (cui era stato affidato pro tempore il regno di Orléans) e Clotario I, che aveva sposato la loro madre, Gunteuca, complottarono per eliminare i nipoti e spartirsi i territori di cui erano eredi. Teobaldo e Guntario vennero eliminati subito: Clodoaldo invece, grazie ad alcuni servi fedeli, riuscì a fuggire ed a rimanere nascosto fino al raggiungimento dell'età adulta.
Invece di reclamare il suo regno, sempre secondo Gregorio di Tours, Clodoaldo preferì ritirarsi presso un santo eremita, Severino, che conduceva una vita solitaria in una cella alle porte di Parigi (ove si trova l'attuale chiesa di San Severino). Venne ordinato sacerdote dal vescovo di Parigi, Eusebio, a Novientum (Nogent) (divenuto, dopo la sua morte, Saint-Cloud), dove fondò il monastero San Martino (ribattezzato Saint-Cloud, nel corso dell'VIII secolo) dove concluse i suoi giorni, il 7 settembre del 560.
Il suo culto, molto popolare in Francia, iniziò subito dopo la morte.
Una leggenda racconta che, non avendo denaro, si spogliò del saio per farne dono a un povero: il saio divenne miracolosamente luminoso e la santità di Clodoaldo fu manifesta a tutti.

## Memoria liturgica
La sua memoria liturgica ricorre il 7 settembre.

## Ascendenza
|            |   |                            | Genitori |  |  | Nonni |  |  | Bisnonni     |  |  | Trisnonni |  |
|            |   |                            |          |  |  |       |  |  | Childerico I |  |  | Meroveo   |  |
|            |   |                            |          |  |  |       |  |  | Childerico I |  |  | Meroveo   |  |
|            |   | …                          |          |  |  |       |  |  | Childerico I |  |  |           |  |
| Clodoveo I |   |                            |          |  |  |       |  |  | Childerico I |  |  |           |  |
|            |   | Basina                     | …        |  |  |       |  |  |              |  |  |           |  |
|            |   | Basina                     | …        |  |  |       |  |  |              |  |  |           |  |
|            |   | Basina                     | …        |  |  |       |  |  |              |  |  |           |  |
| Clodomiro  |   | Basina                     |          |  |  |       |  |  |              |  |  |           |  |
|            |   | Chilperico II dei Burgundi | Gundioco |  |  |       |  |  |              |  |  |           |  |
|            |   | Chilperico II dei Burgundi | Gundioco |  |  |       |  |  |              |  |  |           |  |
|            |   | Chilperico II dei Burgundi | …        |  |  |       |  |  |              |  |  |           |  |
| Clotilde   |   | Chilperico II dei Burgundi |          |  |  |       |  |  |              |  |  |           |  |
|            |   | …                          | …        |  |  |       |  |  |              |  |  |           |  |
|            |   | …                          | …        |  |  |       |  |  |              |  |  |           |  |
|            |   | …                          | …        |  |  |       |  |  |              |  |  |           |  |
| Clodoaldo  |   | …                          |          |  |  |       |  |  |              |  |  |           |  |
|            | … | …                          |          |  |  |       |  |  |              |  |  |           |  |
|            | … | …                          |          |  |  |       |  |  |              |  |  |           |  |
|            | … | …                          |          |  |  |       |  |  |              |  |  |           |  |
| …          | … |                            |          |  |  |       |  |  |              |  |  |           |  |
|            |   | …                          | …        |  |  |       |  |  |              |  |  |           |  |
|            |   | …                          | …        |  |  |       |  |  |              |  |  |           |  |
|            |   | …                          | …        |  |  |       |  |  |              |  |  |           |  |
| Gunteuca   |   | …                          |          |  |  |       |  |  |              |  |  |           |  |
|            |   | …                          | …        |  |  |       |  |  |              |  |  |           |  |
|            |   | …                          | …        |  |  |       |  |  |              |  |  |           |  |
|            |   | …                          | …        |  |  |       |  |  |              |  |  |           |  |
| …          |   | …                          |          |  |  |       |  |  |              |  |  |           |  |
|            |   | …                          | …        |  |  |       |  |  |              |  |  |           |  |
|            |   | …                          | …        |  |  |       |  |  |              |  |  |           |  |
|            |   | …                          | …        |  |  |       |  |  |              |  |  |           |  |
|            |   | …                          |          |  |  |       |  |  |              |  |  |           |  |